# The Return of the Spice Girls
The Return of the Spice Girls (Повратак Спајс герлс) концертна је турнеја енглеске женске поп фрупе Спајс герлс, која је трајала од 2. децембра 2007. до 26. фебруара 2008. године. Ово је прва турнеја Спајсица још од 1999.

## Датуми турнеје

### Северна Америка 1
- Ванкувер, Канада - 2. децембар 2007.
- Сан Хозе, САД - 4. децембар 2007.
- Лос Анђелес, САД - 5. децембар 2007.
- Лос Анђелес, САД - 7. децембар 2007.
- Лас Вегас, САД - 8. децембар 2007.
- Лас Вегас, САД - 9. децембар 2007.
- Лас Вегас, САД - 11. децембар 2007.

### Европа
- Лондон, Уједињено Краљевство - 15. децембар 2007.
- Лондон, Уједињено Краљевство - 16. децембар 2007.
- Лондон, Уједињено Краљевство - 18. децембар 2007.
- Келн, Немачка - 20. децембар 2007.
- Мадрид, Шпанија - 23. децембар 2007.
- Лондон, Уједињено Краљевство - 2. јануар 2008.
- Лондон, Уједињено Краљевство - 3. јануар 2008.
- Лондон, Уједињено Краљевство - 4. јануар 2008.
- Лондон, Уједињено Краљевство - 6. јануар 2008.
- Лондон, Уједињено Краљевство - 8. јануар 2008.
- Лондон, Уједињено Краљевство - 9. јануар 2008.
- Лондон, Уједињено Краљевство - 11. јануар 2008.
- Лондон, Уједињено Краљевство - 12. јануар 2008.
- Лондон, Уједињено Краљевство - 13. јануар 2008.
- Лондон, Уједињено Краљевство - 15. јануар 2008.
- Лондон, Уједињено Краљевство - 16. јануар 2008.
- Лондон, Уједињено Краљевство - 18. јануар 2008.
- Лондон, Уједињено Краљевство - 20. јануар 2008.
- Лондон, Уједињено Краљевство - 22. јануар 2008.
- Манчестер, Уједињено Краљевство - 23. јануар 2008.
- Манчестер, Уједињено Краљевство - 24. јануар 2008.
- Манчестер, Уједињено Краљевство - 26. јануар 2008.

### Северна Америка 2
- Бостон, САД - 30. јануар 2008.
- Монтреал, [Канада] - 31. јануар 2008.
- Торонто, Канада - 3. фебруар 2008.
- Торонто, Канада - 4. фебруар 2008.
- Јуниондејл, САД - 6. фебруар 2008.
- Јуниондејл, САД - 7. фебруар 2008.
- Њуарк, САД - 10. фебруар 2008.
- Њуарк, САД - 11. фебруар 2008.
- Ист Ратфорд, САД - 13. фебруар 2008.
- Чикаго, САД - 15. фебруар 2008.
- Детроит, САД - 16. фебруар 2008.
- Њујорк, САД - 18. фебруар 2008.
- Филаделфија, САД - 19. фебруар 2008.
- Вашингтон, САД - 21. фебруар 2008.
- Хартфорд, САД - 22. фебруар 2008.
- Монтреал, Канада - 24. фебруар 2008.
- Торонто, Канада - 25. фебруар 2008.
- Торонто, Канада - 26. фебруар 2008.

## Извођачи на сцени
- Мелани Чизом - вокал
- Ема Бантон - вокал
- Џери Халивел - вокал
- Мелани Браун - вокал
- Викторија Бекам - вокал

## Ред песама
1. "" (Викторија Бекам соло)
2. "" (Мелани Браун соло)
3. "" (Ема Бантон соло)
4. "" (без Џери Халивел)
5. "" (Џери Халивел соло)
6. "" (Мелани Чизом соло)
7. "" (без Џери Халивел)
8. "" (реприза)